# Saint-Brice, Seine-et-Marne
Saint-Brice là một xã ở tỉnh Seine-et-Marne, thuộc vùng Île-de-France ở miền bắc nước Pháp.

## Dân số
Người dân ở Saint-Brice được gọi là Saint-Briçois.
Điều tra dân số năm 1999, xã này có dân số là 719.